# Dongba

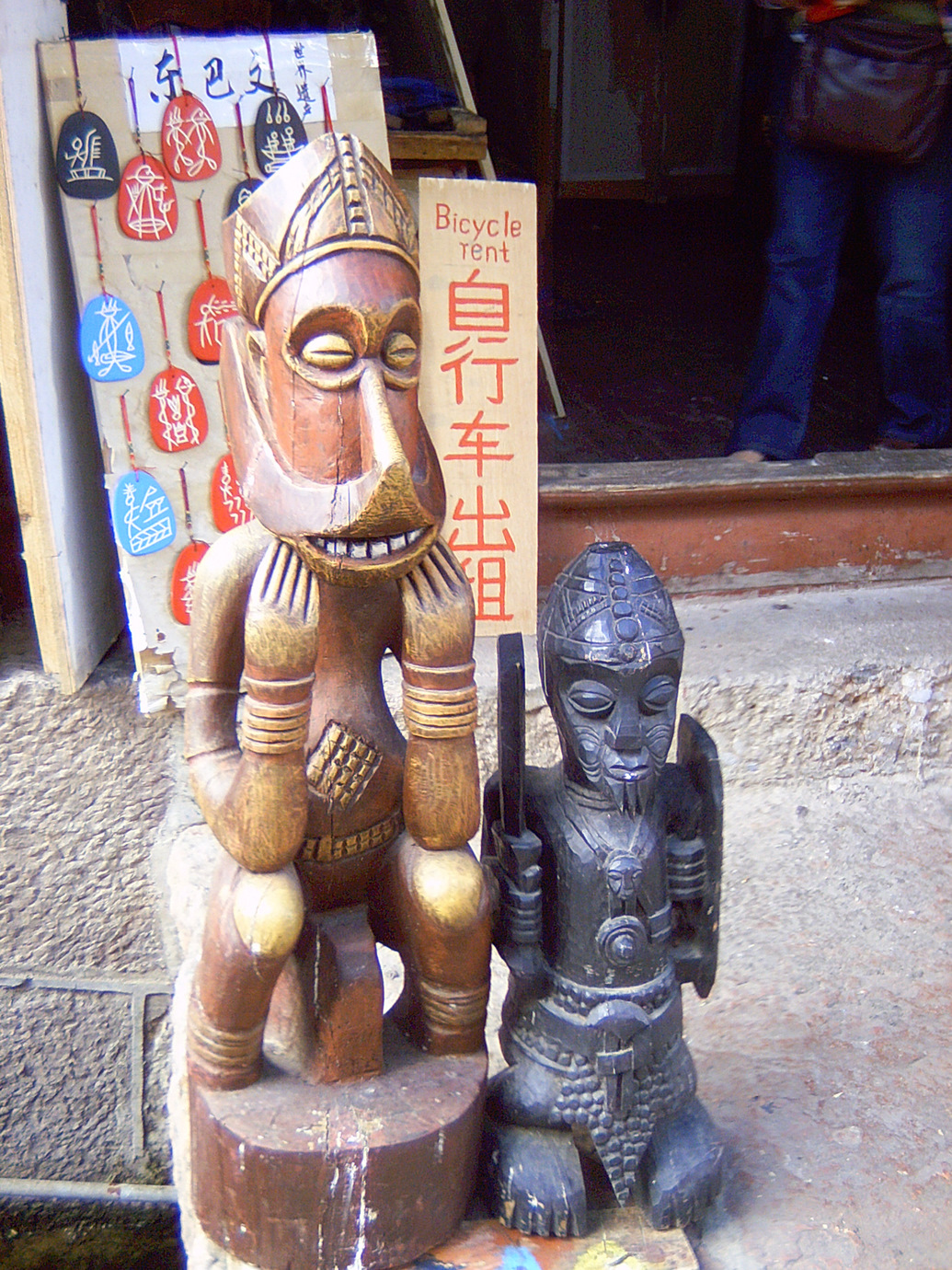
Chạm khắc gỗ Đông Ba ở thị trấn cổ của Shuhe, Vân Nam

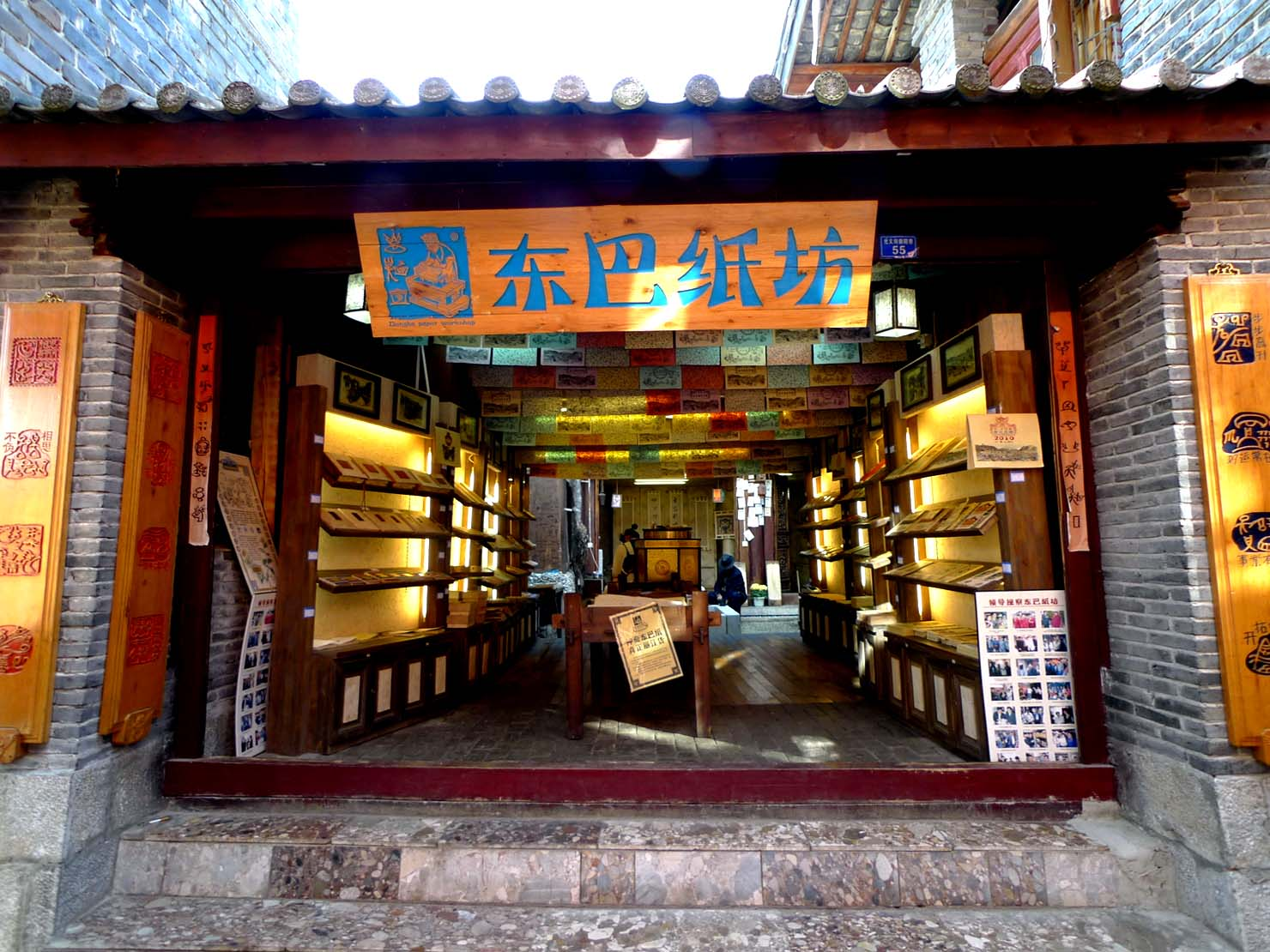
cửa hàng Dongba giấy ở khu phố cổ Lệ Giang

Thuật ngữ Đông Ba (tiếng Nạp Tây: ²dto¹mba, tiếng Trung: 东巴, Bính âm: dōngbā, nghĩa đen là "Bon của phương Đông") đề cập đến các thầy tu (priest) của người Naxi ở Tây Nam Trung Quốc, những bậc thầy về văn hoá truyền thống, văn học và biểu tượng Đông Ba .